# Riccordia maugaeus
El  zumbadorcito de Puerto Rico, esmeralda puertorriqueña o esmeralda portorriqueña (Riccordia maugaeus), es una especie de ave apodiforme de la familia Trochilidae —los colibríes— perteneciente al género Riccordia, anteriormente situada en el género Chlorostilbon. Es endémico del archipiélago de Puerto Rico.

## Distribución y hábitat
Se distribuye por varios hábitats en toda Puerto Rico, desde manglares costeros a cumbres boscosos de montañas, en bosques abiertos, plantaciones de café, desde el nivel del mar hasta los 800 m de altitud.

## Descripción
Este pequeño zumbador color verde tornasol, mide de 9 a 10 cm de longitud. Es fácil de identificar por su reducido tamaño, brilloso cuerpo verde, cola bifurcada y sedosa cabeza sin cresta. El macho es de colo verde de espalda y de pecho, con cola negra, mientras que la hembra es de pecho blanco y las plumas de la cola tienen la punta blanca.

## Sistemática

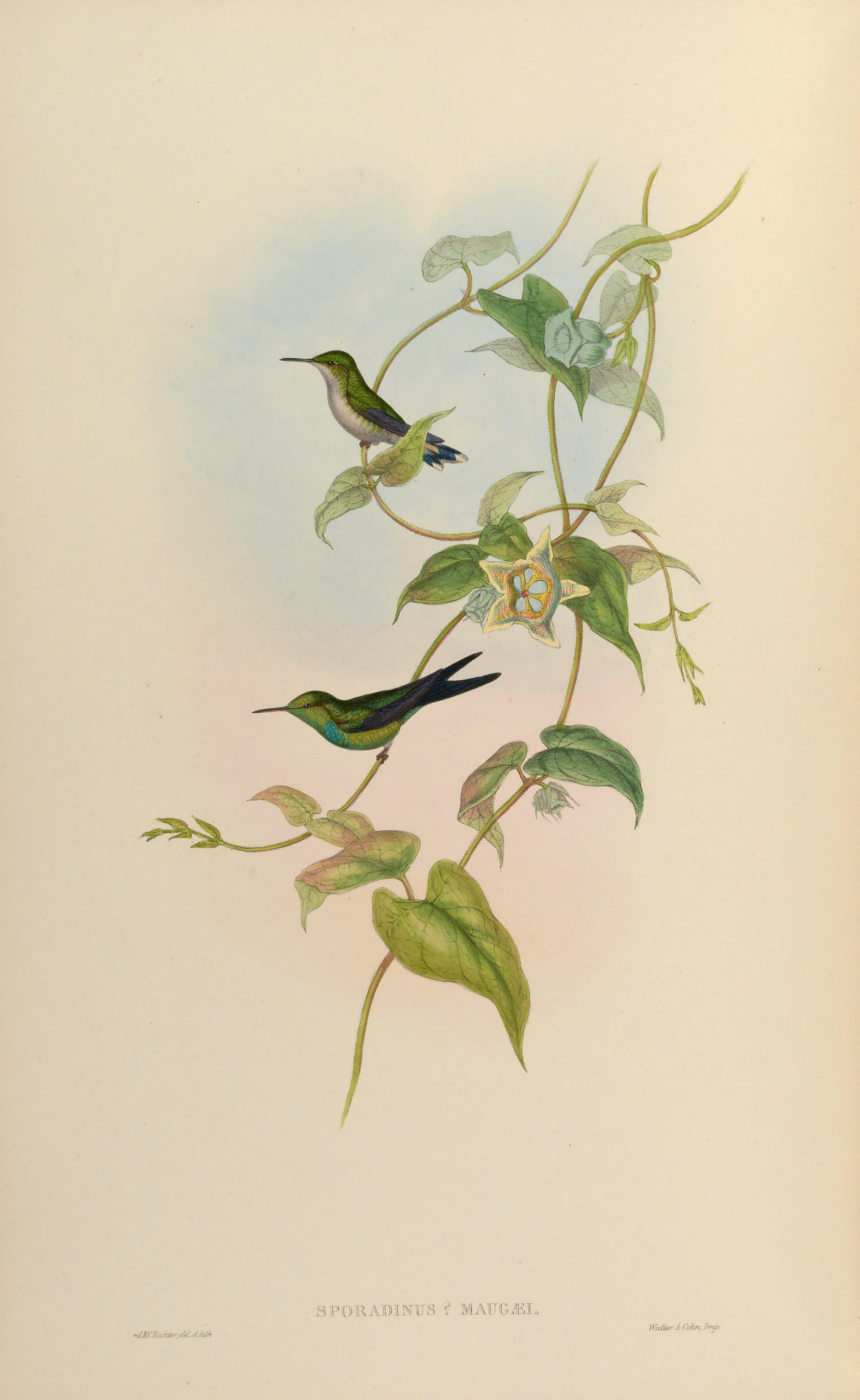
Sporadinus maugaei, sinónimo de Riccordia maugaeus, ilustración de Gould y Richter en A monograph of the Trochilidae, or family of humming-birds 5, 1861.

### Descripción original
La especie R. maugaeus fue descrita por primera vez por los naturalistas franceses Jean-Baptiste Audebert y Louis Pierre Vieillot en 1801 bajo el nombre científico Trochilus maugaeus; su localidad tipo es: «Puerto Rico».

### Etimología
El nombre genérico femenino «Riccordia» proviene del nombre específico Ornismya ricordii cuyo epíteto «ricordii» conmemora al médico y naturalista francés Alexandre Ricord (nacido en 1798); y el nombre de la especie «maugaeus» conmemora al zoólogo y recolector francés René Maugé de Cely (fallecido en 1802).

### Taxonomía
La presente especie, junto a Chlorostilbon swainsonii y C. ricordii estaban anteriormente situadas en el género Chlorostilbon. Un estudio genético-molecular de McGuire et al. (2014) demostró que Chlorostilbon era polifilético. En la clasificación propuesta para crear un grupo monofilético, estas especies, así como también la especie Cyanophaia bicolor, que se demostró estar embutida en el clado formado por estas especies de Chlorostilbon citadas, fueron transferidas al género resucitado Riccordia que había sido propuesto en 1854 por el ornitólogo alemán Ludwig Reichenbach con Ornismya ricordii como especie tipo. Este cambio taxonómico fue seguido por las principales clasificaciones.
Es monotípica.